# Мечеть Тимурташ-паші
Мече́ть Тимурта́ш-паші́ (тур. Timurtaş Paşa Camii) — мечеть османського періоду, збудована на початку XV століття Субаши Демірташ-пашею у районі Караагач міста Едірне, Туреччина.
Мечеть має квадратний план та перекрита одним куполом. При її будівництві використовувалися грубо обтесаний камінь, бутовий камінь та цегла. Купол спирається на восьмигранний барабан. Стіни мечеті виконані у техніці змішаної кладки, де чергуються один ряд каменю та два ряди цегли. Вхід розташований на північно-західному фасаді. На стіні кібли та бічних фасадах є по п'ять вікон: два внизу, два вгорі та одне у барабані. Мінарет, розташований у північному куті мечеті, має квадратну основу зі змішаною кладкою.
Мечеть, яка тривалий час перебувала у напівзруйнованому стані, була відреставрована Головним управлінням фондів у 2008 році та відкрита для богослужінь. Сьогодні мечеть розташована віддалено від житлових районів і відкривається для богослужінь під час п'ятничних молитов, свят та для таравіх-намазів у місяць Рамадан.